# Anders Lind (borgmästare)
Anders Lind, född på 1600-talet, död 1730, var en svensk borgmästare och riksdagsledamot.

## Biografi
Anders Lind föddes på 1600-talet. Han var son till hauptmannen Per Jonsson Lindh. Lind blev 1673 student vid Kungliga Akademien i Åbo och blev 1697 rådman i Åbo stad. Han var riksdagsledamot för borgarståndet i Åbo vid riksdagen 1710 och blev 1711 borgmästare i Åbo stad. Lind var riksdagsledamot för borgarståndet i Åbo vid riksdagen 1713–1714 och riksdagen 1719. Han avled 1730.

### Familj
Lind gifte sig 1711 med Beata Tigerstedt (1667–1728), dotter till professorn Erik Tigerstedt och Christina Wallenstierna i Åbo.